# Górki Zadzimskie
Górki Zadzimskie [pronunciación en polaco: /ˈɡurki zaˈd͡ʑimskʲɛ/] es un pueblo ubicado en el distrito administrativo de Gmina Zadzim, dentro del Distrito de Poddębice, Voivodato de Łódź, en Polonia central. Se encuentra aproximadamente a 3 kilómetros al este de Zadzim, a 14 kilómetros al suroeste de Poddębice, y a 41 kilómetros al oeste de la capital regional Łódź.